# Petreto-Bicchisano
Petreto-Bicchisano (prononcé [petʁɛto bikizano] ; corse : Pitretu è Bicchisgià, [pi.ˈtreː.tɛ bi.ki.ˈʒa]) est une commune française située dans la circonscription départementale de la Corse-du-Sud et le territoire de la collectivité de  Corse. Elle s'articule autour des deux villages de Petreto et Bicchisano, au cœur de la piève d'Istria.

## Géographie
Le bourg est constitué de zones d'habitat (2 anciens villages) : Petreto (le plus en hauteur, sur la route départementale D 420) et Bicchisano (le long de la route nationale N 196).

## Urbanisme

### Typologie
Au 1er janvier 2024, Petreto-Bicchisano est catégorisée commune rurale à habitat dispersé, selon la nouvelle grille communale de densité à sept niveaux définie par l'Insee en 2022.
Elle est située hors unité urbaine. Par ailleurs la commune fait partie de l'aire d'attraction d'Ajaccio, dont elle est une commune de la couronne,. Cette aire, qui regroupe 79 communes, est catégorisée dans les aires de 50 000 à moins de 200 000 habitants,.

### Occupation des sols
L'occupation des sols de la commune, telle qu'elle ressort de la base de données européenne d’occupation biophysique des sols Corine Land Cover (CLC), est marquée par l'importance des forêts et milieux semi-naturels (86,9 % en 2018), néanmoins en diminution par rapport à 1990 (89,3 %). La répartition détaillée en 2018 est la suivante : 
forêts (71,1 %), zones agricoles hétérogènes (11,9 %), espaces ouverts, sans ou avec peu de végétation (10,6 %), milieux à végétation arbustive et/ou herbacée (5,2 %), zones urbanisées (1,2 %). L'évolution de l’occupation des sols de la commune et de ses infrastructures peut être observée sur les différentes représentations cartographiques du territoire : la carte de Cassini (XVIIIe siècle), la carte d'état-major (1820-1866) et les cartes ou photos aériennes de l'IGN pour la période actuelle (1950 à aujourd'hui).

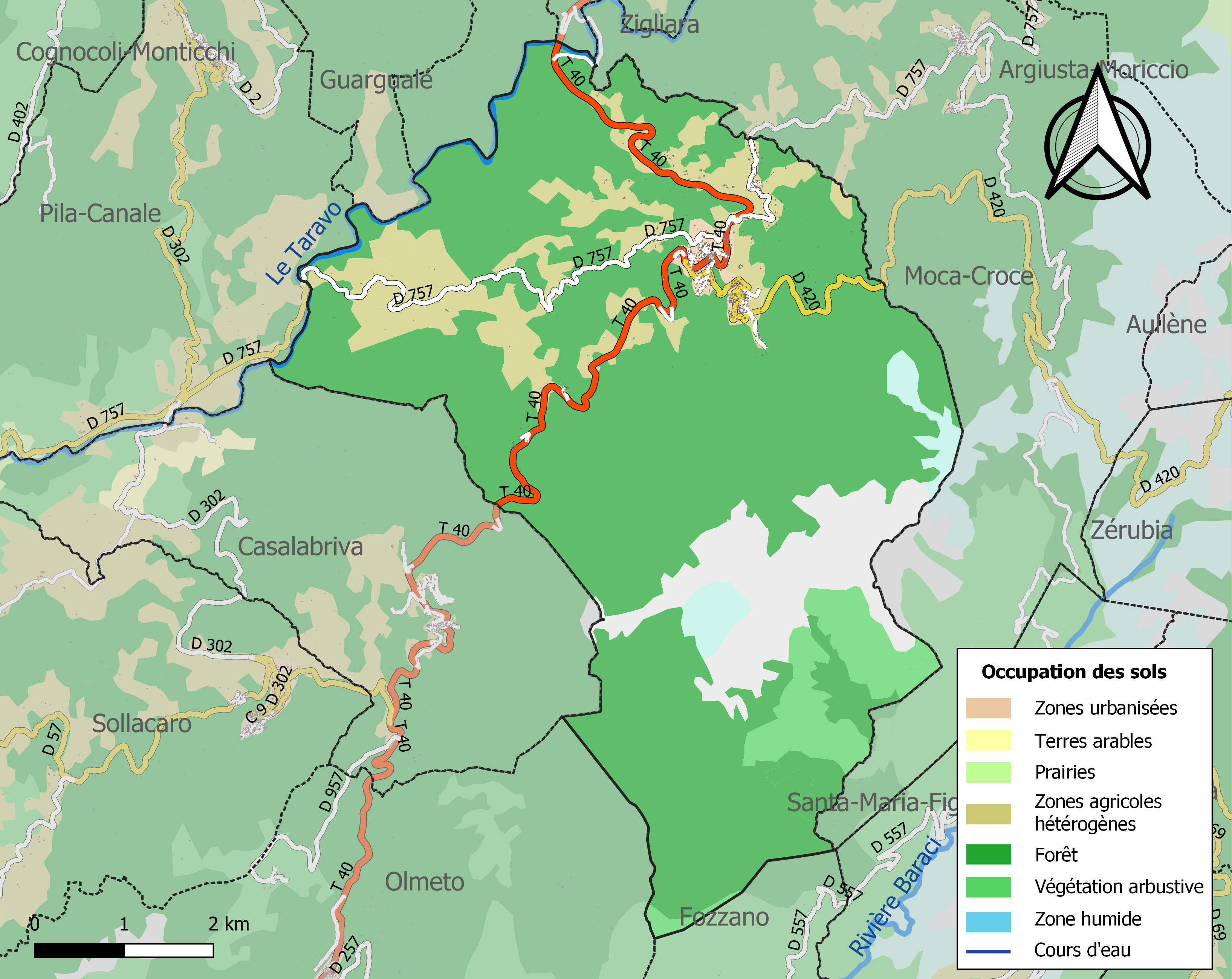
Carte des infrastructures et de l'occupation des sols de la commune en 2018 (CLC).

## Toponymie
Les noms corses des deux villages qui composent la commune sont Pitretu [piˈtrɛːtu] et Bicchisgià [bikkiˈʒa].
Leurs habitants sont respectivement dénommés Pitrulacci et Bicchisgianesi.

## Histoire

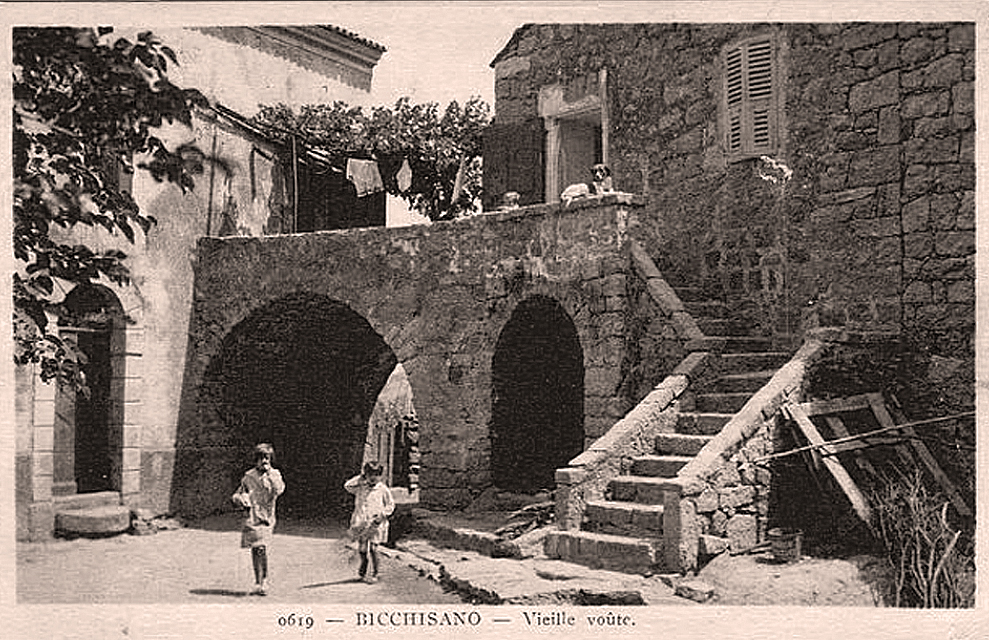
Bicchisano au début du XXe siècle

- 1914-1918 : Selon la plaque apposée à l'intérieur de l'église, contre le mur Nord, entre les statues de Saint Nicolas et de Jeanne d'Arc, 18 hommes de Bicchisano tombèrent lors de la Première Guerre mondiale. Parmi eux, on note 2 porteurs du patronyme Bartoli.
- 1er décembre 1981 : le DC-9-81 de la compagnie yougoslave Inex-Adria Aviopromet s'écrase dans la montagne environnante. Selon le témoignage d'un jeune militaire ayant participé alors aux recherches infructueuses de survivants, il pleuvait, il y avait du brouillard, et l'équipement radar de l'appareil aurait été en panne.

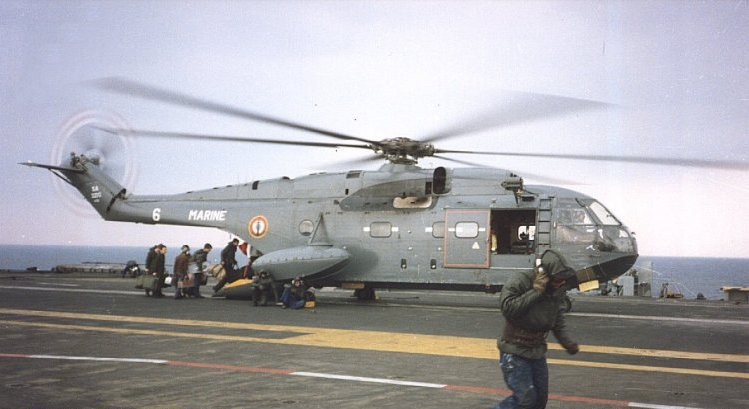
Des Super Frelon furent engagés.

Les militaires de l'Aéronavale, casernés à Ajaccio, sont arrivés sur zone dans l'après-midi. Le crash avait créé comme un no man's land, dans lequel les parties disloquées de l'avion et les corps des victimes, parfois fort mutilés, étaient parsemés sur environ 5 km. À l'horreur de la scène s'ajouta pour les sauveteurs, lors de leur première nuit de bivouac, la pensée terrifiante que les porcs sauvages qu'ils entendaient pouvaient mettre à leur menu des débris humains dispersés. La section recherche resta sur zone une dizaine de jours. Les débris de l'appareil furent transportés par les Super Frelons de la Marine dans des hangars, pour être expédiés en Yougoslavie pour expertises techniques. Les militaires intervenus sur le site reçurent en récompense une médaille de la Yougoslavie. 
Les personnels des pompiers et de la protection civile se rendirent également sur place pour récupérer les restes des passagers. Des médecins légistes corses et yougoslaves procédérent aux autopsies avec l'assistance des inspecteurs du Service Régional de Police Judiciaire de Corse qui furent chargés de leur identification ainsi que de celle des divers objets leur ayant appartenu.

## Politique et administration
| Période | Période                   | Identité                | Étiquette | Qualité  |
| ------- | ------------------------- | ----------------------- | --------- | -------- |
| ?       | 1943 (démission d'office) | Joseph Lambicchi        | ?         |          |
| 2001    | 2008                      | Toussaint Fieschi       | UMP       |          |
| 2008    | En cours                  | Jacques Antoine Nicolaï | SE        | Retraité |

## Démographie
L'évolution du nombre d'habitants est connue à travers les recensements de la population effectués dans la commune depuis 1800. Pour les communes de moins de 10 000 habitants, une enquête de recensement portant sur toute la population est réalisée tous les cinq ans, les populations de référence des années intermédiaires étant quant à elles estimées par interpolation ou extrapolation. Pour la commune, le premier recensement exhaustif entrant dans le cadre du nouveau dispositif a été réalisé en 2004.

En 2022, la commune comptait 570 habitants, en évolution de +0,88 % par rapport à 2016 (Corse-du-Sud : +7,61 %, France hors Mayotte : +2,11 %).
| 1800 | 1806 | 1821 | 1831 | 1836 | 1841 | 1846 | 1851 | 1856 |
| ---- | ---- | ---- | ---- | ---- | ---- | ---- | ---- | ---- |
| 684  | 625  | 729  | 741  | 758  | 788  | 861  | 859  | 866  |

| 1861 | 1866 | 1872  | 1876  | 1881  | 1886  | 1891  | 1896  | 1901  |
| ---- | ---- | ----- | ----- | ----- | ----- | ----- | ----- | ----- |
| 908  | 839  | 1 025 | 1 057 | 1 114 | 1 139 | 1 163 | 1 360 | 1 540 |

| 1906  | 1911  | 1921  | 1926  | 1931  | 1936  | 1946  | 1954  | 1962 |
| ----- | ----- | ----- | ----- | ----- | ----- | ----- | ----- | ---- |
| 1 579 | 1 561 | 1 516 | 1 607 | 1 572 | 1 605 | 1 523 | 1 514 | 788  |

| 1968 | 1975 | 1982 | 1990 | 1999 | 2004 | 2006 | 2009 | 2014 |
| ---- | ---- | ---- | ---- | ---- | ---- | ---- | ---- | ---- |
| 747  | 659  | 643  | 585  | 549  | 559  | 566  | 563  | 553  |

| 2019 | 2022 | - | - | - | - | - | - | - |
| ---- | ---- | - | - | - | - | - | - | - |
| 563  | 570  | - | - | - | - | - | - | - |

## Lieux et monuments
- Monument élevé à la mémoire du général Jean-Toussaint Fieschi
- Église paroissiale Saint-Nicolas de Petreto, datée de la seconde moitié du XIXe siècle. Elle est inscrite à l'Inventaire général du patrimoine culturel[12].
- Église paroissiale de l'Annonciation de Bicchisano, achevée en 1906.
- Couvent Saint-François d'Istria, haut-lieu de l'histoire locale à l'époque de la Corse indépendante. Il fut notamment dès 1764 le siège d'une « junte de guerre », instance judiciaire temporaire instaurée par Pascal Paoli en temps de crise pour sévir contre traîtres au régime et bandits, qui disposait des pleins pouvoirs sur les biens et la vie des citoyens. Cette junte rendait une justice expéditive dans les pievi d'Ornano, d'Istria, de Talavo et de Viggiano.
- Ancienne église de l'Annonciation de Bicchisano détruite dans les années 1950, dont subsiste le clocher au cœur du village
- Disque de pierre gravée, apposé à environ 1 m de hauteur sur le côté de l'église de Bicchisano, à la mémoire des plus de 180 victimes du crash aérien du 1er décembre 1981.

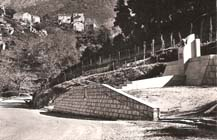
Monument en l'honneur du général Jean-Toussaint Fieschi
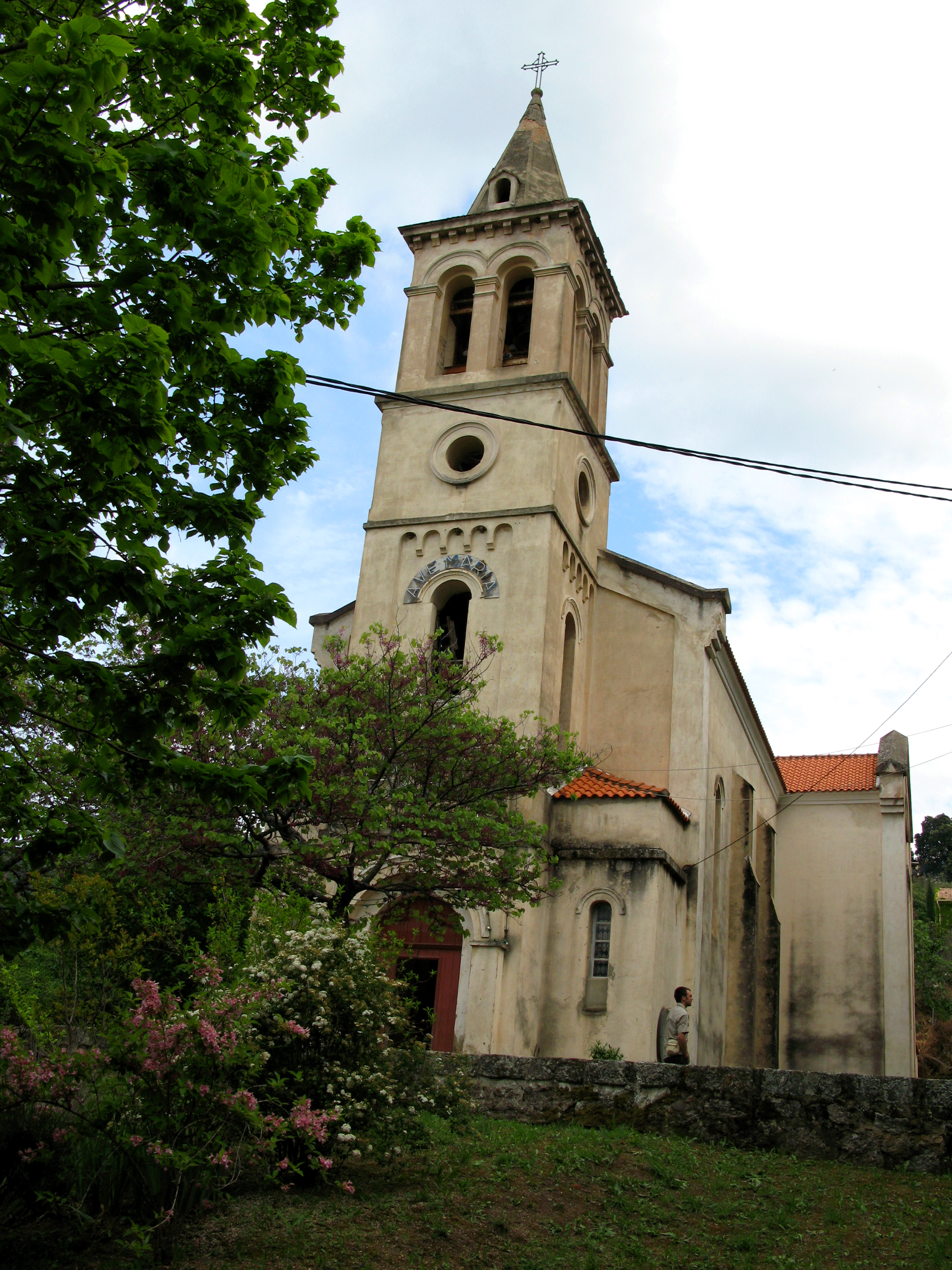
Église de Bicchisano
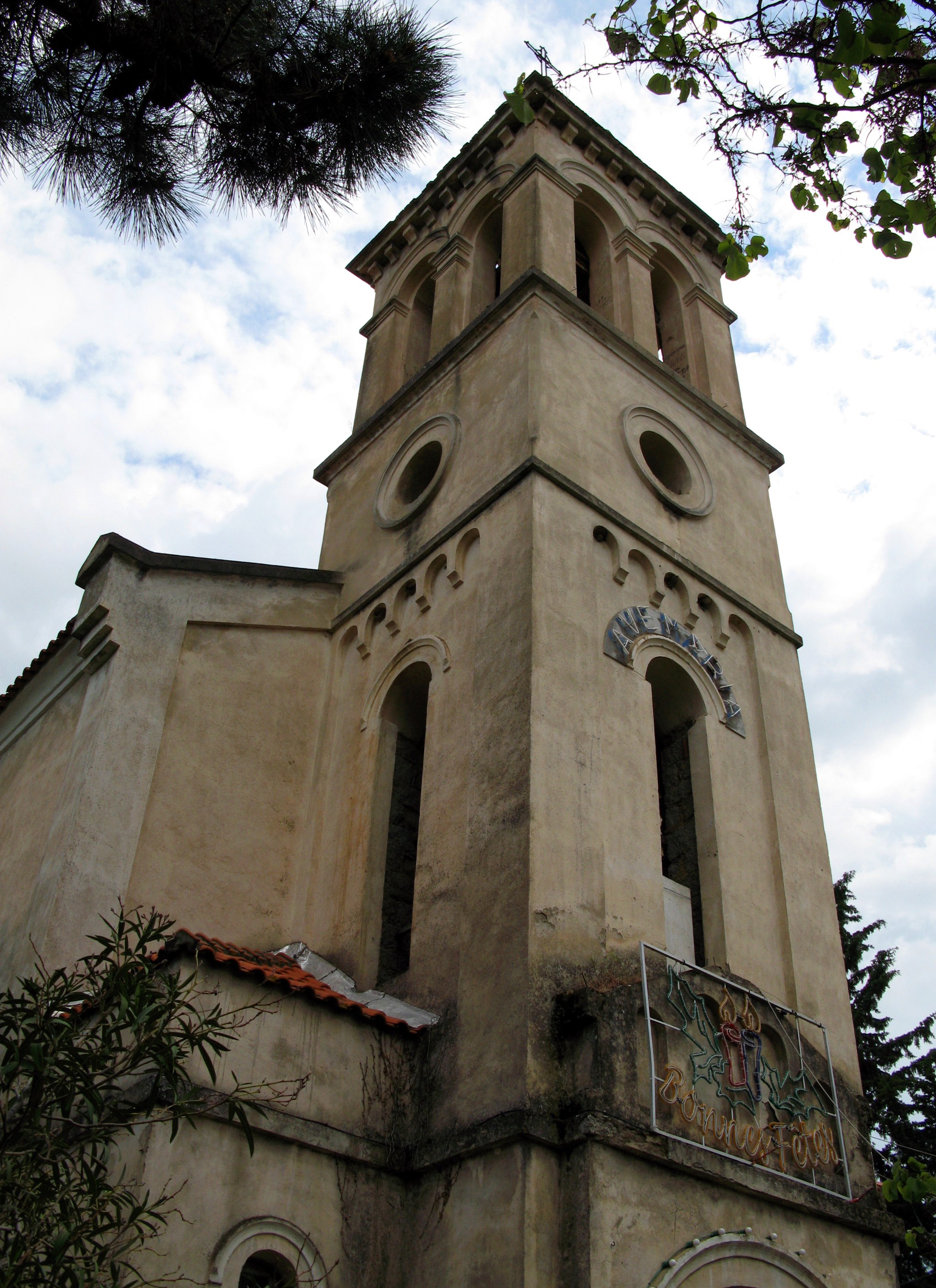
Église de Bicchisano
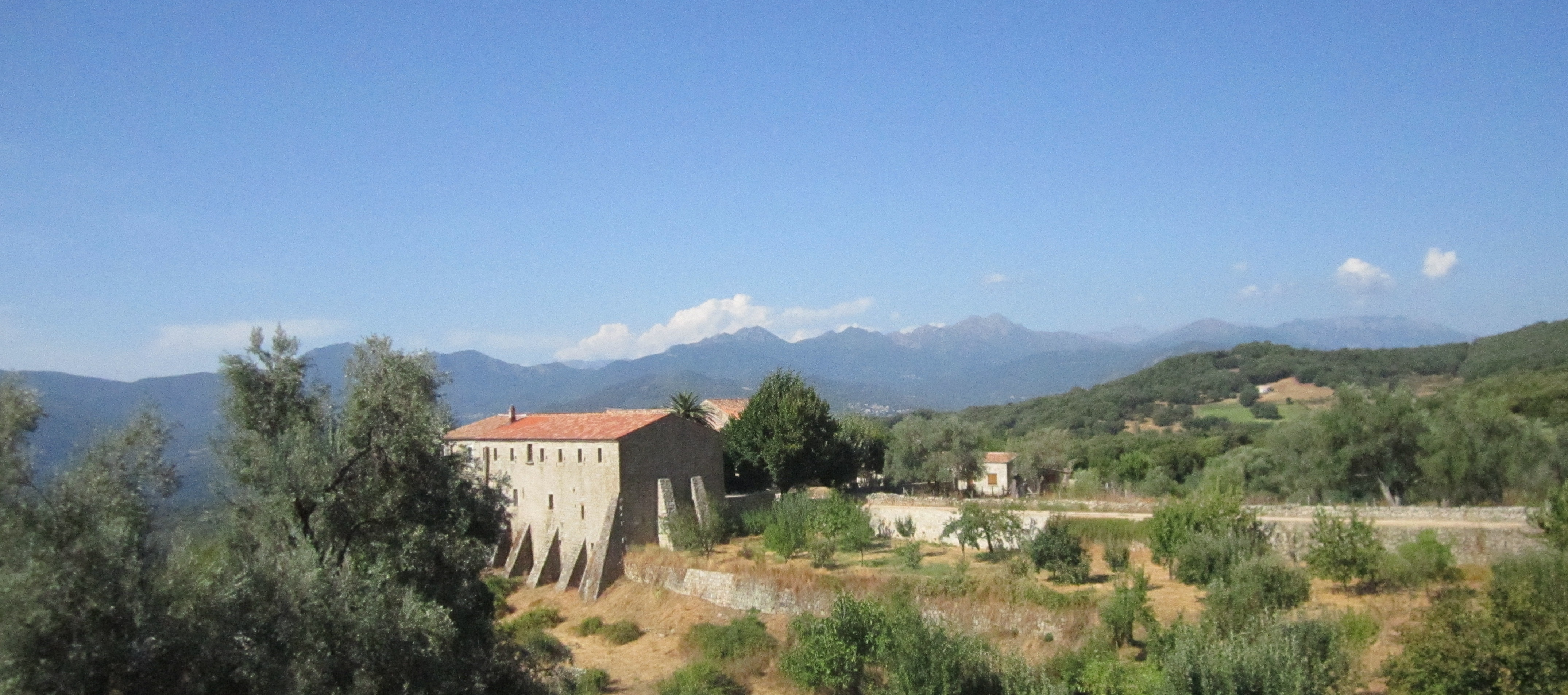
Les restes du couvent Saint-François d'Istria
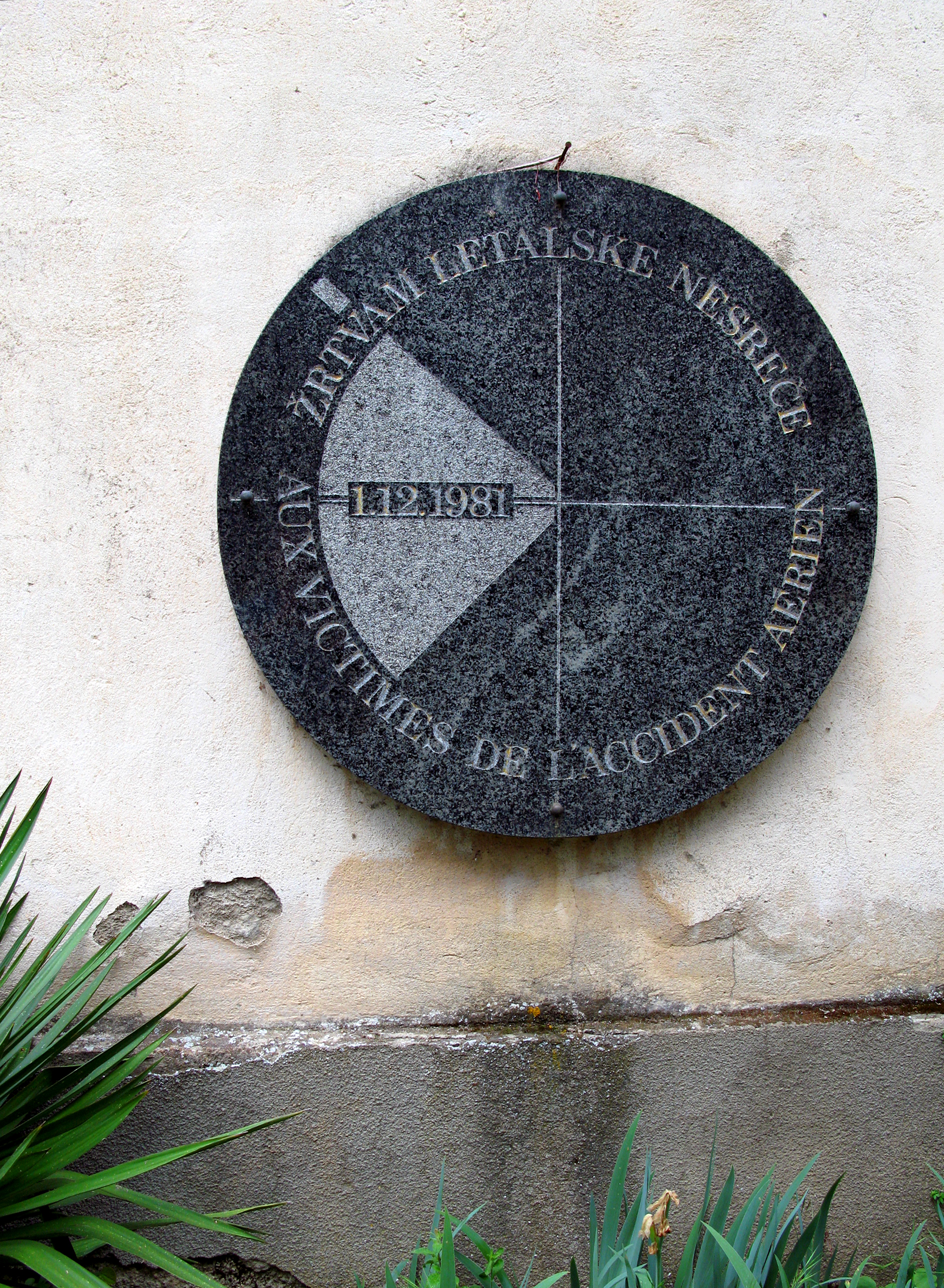
Plaque commémorative

## Personnalités liées à la commune
- Jean-Baptiste Colonna d'Istria (1758-1835), évêque de Nice, natif de Bicchisano.
- Jean-Toussaint Fieschi (1893-1955). Grand officier de la Légion d'honneur, Croix de guerre avec palmes 1914-1918 / 1939-1945.
- Paulin Colonna d'Istria (1905-1982), militaire français, compagnon de la Libération, responsable de la coordination militaire de la Résistance corse, ayant joué un rôle important dans la libération de la Corse en 1943.
- Camille Colonna d'Istria (1921-2008), historiographe, chef de cabinet du gouverneur du Tchad, chef de service du Ministère des Affaires culturelles françaises, officier de la Légion d'honneur, commandeur de l'Ordre national du mérite, commandeur de l'Ordre des Arts et des lettres, marié à Andrée Lanfranchi et beau-frère de Simone Lorenzi de Bradi.
- Ignace Alexandre Colonna d'Istria (1782‑1859), magistrat et homme politique
- Jules Mondoloni (1914-1943), héros de la Résistance corse.
- René Tomasini (1919-1983), homme politique français.